# Parachute (película)
Parachute es una película dramática estadounidense de 2023 dirigida por Brittany Snow en su debut como directora. Snow coescribió el guion con Becca Gleason. Producida por Yale Entertainment, la película está protagonizada por Courtney Eaton y Thomas Mann. Parachute tuvo su estreno mundial en el Festival de Cine SXSW en marzo de 2023 y fue estrenada el 5 de abril de 2024 por Vertical Entertainment.

## Sinopsis
Riley está desempleada y acaba de salir de rehabilitación con un trastorno alimentario y su imagen corporal cuando conoce al amable Ethan. Se encontrará navegando en la línea entre amor y una nueva adicción.

## Reparto
- Courtney Eaton como Riley
- Thomas Mann como Ethan
- Scott Mescudi como Justin
- Francesca Reale como Casey
- Gina Rodriguez como Dra. Akerman
- Joel McHale como Jamie
- Kathryn Gallagher como Gwen
- Owen Thiele como Devon
- Ekaterina Baker como Danielle
- Dave Bautista como Bryce
- Mlé Chester como Janice
- Chrissie en forma como Denise
- Lukas Gage como Dalton
- Kelley Jakle como Katie
- Jeremy Kucharek como Max
- Jennifer Westfeldt
- Bunny Gibson

## Producción
El proyecto se anunció como "September 17th" en febrero de 2022 para Yale Productions con Jordan Yale Levine y Jordan Beckerman como productores junto con Lizzie Shapiro. Brittany Snow dirigió y produjo la película y coescribió el guion con Becca Gleason. Snow dijo que tuvo la idea de la película cuando estaba «a inicios de sus veinte». Anteriormente habló sobre su propia batalla contra los trastornos alimentarios y planeó rigurosamente escenas «más oscuras» con guiones gráficos para evitar que Eaton pasara más tiempo del necesario en escenas criticando su propio cuerpo, diciendo: «Sabía lo que quería muy específicamente en esas escenas. Sabía qué ángulos quería usar, así que no tuve que hacerla llorar histéricamente todo el día». La película fue musicalizada por Keegan DeWitt.

### Casting
En marzo de 2022, se anunció que Kid Cudi participaría en el proyecto. En junio de 2022, Eaton, Mann, Rodríguez y McHale fueron confirmados para los papeles principales.

## Estreno
La película se estrenó en el Festival de Cine SXSW en Austin el 11 de marzo de 2023. Se estrenó en Estados Unidos en cines selectos el 5 de abril de 2024.